# Центральные офицерские Краснознаменные курсы зенитных ракетных войск ПВО
4-е Центральные офицерские Краснознаменные курсы зенитных ракетных войск противовоздушной обороны — ныне не существующее среднее, а с 1943 года высшее военное учебное заведение переподготовки офицеров ПВО ВС СССР и ВС РФ, существовавшее с 1927 и с реорганизациями до 2007 года.

## История

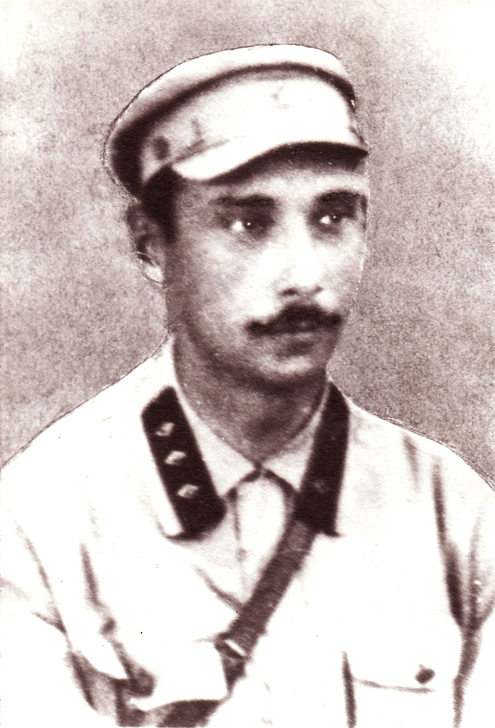
Вукотич Александр Николаевич (1890-1938) С октября 1927 по 9 апреля 1931 года - начальник Севастопольской школы зенитной артиллерии и одновременно КУКС зенитной артиллерии

По приказу Реввоенсовета СССР от 16 августа 1927 года функционировавшие в Севастополе Курсы усовершенствования командного состава зенитной артиллерии РККА переформировывались в Школу зенитной артиллерии, при ней также должны были действовать Курсы усовершенствования и доподготовки командного состава зенитной артиллерии. Первым начальником нормальной школы зенитной артиллерии и одновременно начальником КУКС был назначен пионер организации ПВО в РККА А. Н. Вукотич. В этой школе работали видные преподаватели того времени Н. А. Бородачев, К. В. Заремба и другие. Они внесли значительный вклад в разработку теории стрельбы и боевого применения зенитной артиллерии. Первый выпуск новой школы уже из 156 человек состоялся в сентябре 1929 года. В 1930 году школу окончил будущий генерал армии С. М. Штеменко. Всего в 1924—1933 годах в КУКС зенитной артиллерии было произведено 22 выпуска общей численностью 2200 слушателей.
Осенью 1933 года КУКС, выделенные из состава Школы зенитной артиллерии, были переведены из Севастополя в Ленинград, а в мае 1934 года — в Москву в район Лефортово.

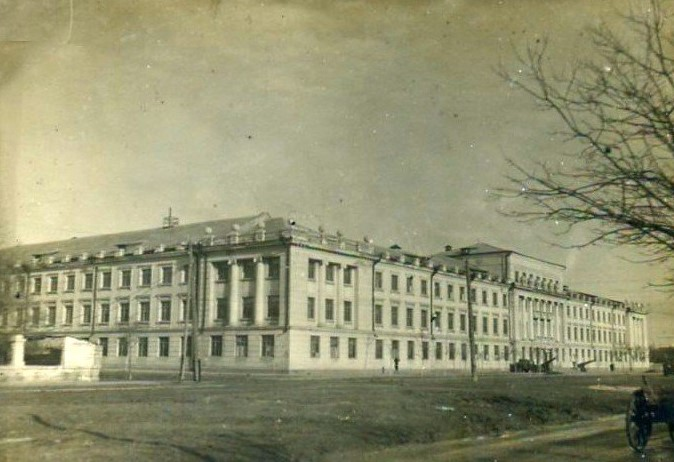
Здание курсов усовершенствования командного состава зенитной артиллерии

Школа же продолжила существование в Севастополе, с 16 марта 1937 года её базе было сформировано Севастопольское училище зенитной артиллерии РККА (СУЗА). Его преемником является, после ряда переформирований, Житомирский военный институт имени С. П. Королёва, в настоящее время на территории Украины.
В марте 1935 года при Курсах усовершенствования командного состава был сформирован отдельный 1170-й дивизион ПВО, который формировал командир дивизиона Марков Н. В. в Чернышевских казармах в Москве.

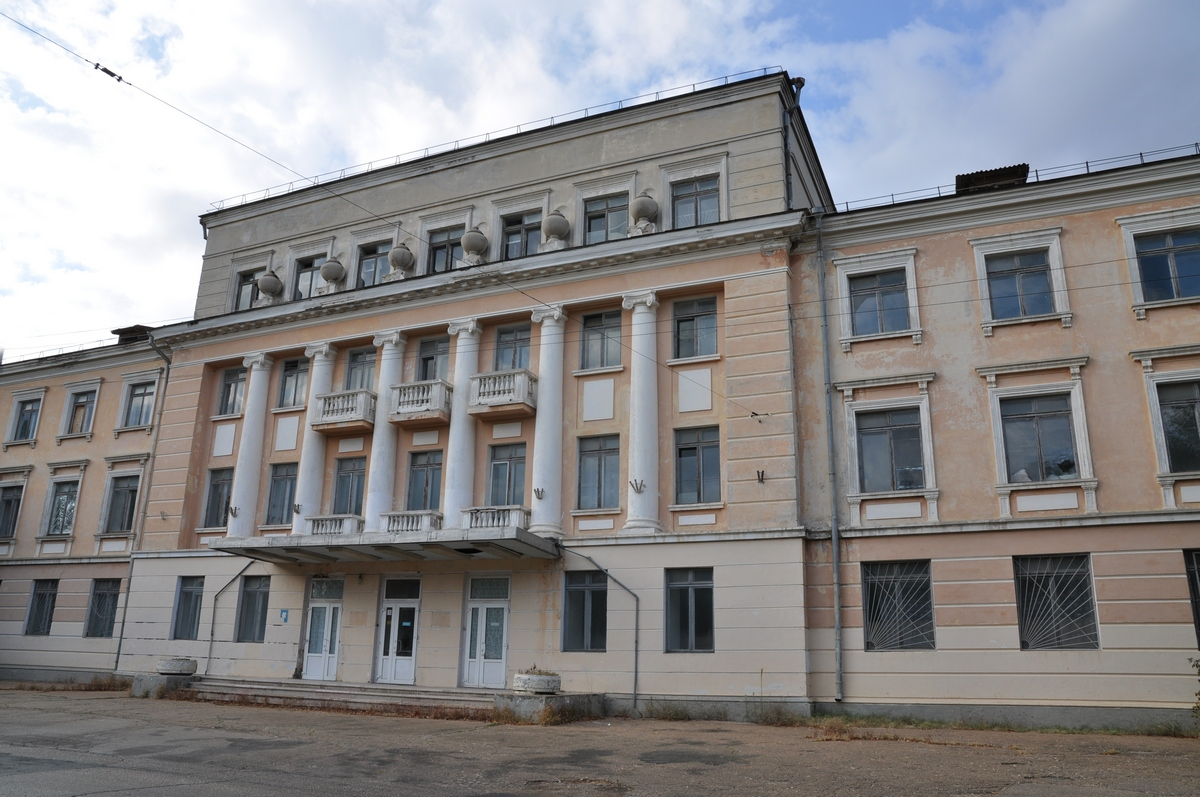
Здание по адресу Евпатория ул. Гагарина, 21, бывшей главный корпус Евпаторийской школы зенитной артиллерии в 1936-1941, 1946-1958 годах, позднее Санаторий ПВО

В июле 1936 года КУКС ЗА были возвращены в Крым в Евпаторию, где ещё с 1 сентября 1935 года был формирован Артиллерийский стрелковый Комитет зенитной артиллерии РККА (АСК). Курсы заняли красивое трёхэтажное здание в стиле неоклассицизма. Во время оккупации Евпатории здесь были комендатуры немцев и румын и казармы румынских войск. С 1959 в этом здание находился корпус санатория ПВО, затем санатория Фемида. В июле 1936 года 1170-й отдельный дивизион ПВО также передислоцируют в Евпаторию. В 1938 году Марков Н. В по ложному доносу был арестован органами НКВД. В школе преподавал по вольному найму её бывший организатор и начальник А. Н. Вукотич, уволенный в 1931 году из РККА за дворянское происхождение. В 1938 году он был арестован НКВД и расстрелян.
С 1 июля 1939 года Курсы усовершенствования командного состава переходят на полный штат и на базе отдельного дивизиона формируется артиллерийский полк в составе двух артдивизионов среднего калибра, полковой школы и прожекторной роты. Командиром полка был назначен майор Тамакулов Н. С.В июле 1939 года зенитный артдивизион обеспечения учебного процесса, имевшийся в составе КУКС ЗА, был развернут в зенитно-артиллерийский полк. С ноября 1939 года он получивший нумерацию 317-й зенап. С началом Великой Отечественной войны полк имел в боевом составе два дивизиона 76-мм орудий, прожекторную роту и подразделения обеспечения под командованием майора Тамакулова М. С., комиссара полка батальонного комиссара Яновского, начальника штаба капитана Иличковича Д. И. 22 июня 1941 года зенитчики стали на противовоздушную оборону города Евпатория., а в конце первой декады июля 1941 года полк был переброшен для прикрытия Харькова.
Сами КУКС ЗА в августе 1941 года были эвакуированы из Крыма в глубь страны. Осуществляя свою деятельность в эвакуации весной 1943 года Курсы были переформированы в Высшую офицерскую школу ПВО Красной Армии. 29 июня 1943 года школа была награждена орденом Красного Знамени.
В 1946—1958 годах учебное заведение, именуясь Краснознаменной офицерской школой Войск ПВО страны вновь дислоцировалось в Евпатории. Параллельно тут же в 1947-1957 годах работал Институт стрельбы зенитной артиллерии Академии артиллерийских наук, позднее переведённый в Калинин. После основания Организации Варшавского договора в 1955 году здесь в КОШ ПВО проходили обучение представители вооруженных сил стран Восточной Европы, вошедших в Варшавский Договор. 10-ти месячная подготовка велась для командиров и начальников штабов частей зенитной артиллерии и радиотехнических войск из числа офицеров армий стран Варшавского договора, начальником курса был назначен генерал-майор артиллерии Набойкин Алексей Александрович.
В период с 1958 и до 1964 года местом дислокации было Улан-Удэ, где было переформировано в Центральные офицерские Краснознаменные курсы зенитных ракетных войск ПВО страны. С 1964 года местом дислокации 4-х ЦОКК ЗРВ ПВО являлся военный городок Костерёво—1 в/ч 55780 в посёлке Костерёво на западе Владимирской области ина берегу Клязьмы. В составе 4-х ЦОКК имелся полк обеспечения учебного процесса. В 1997 году курсы были переименованы в 4-е Центральные офицерские курсы ЗРВ ВВС, а в 2000 году — переформированы в 902-й Центр подготовки специалистов (расчетов) зенитных ракетных войск ВВС. Осенью 2007 года центр был расформирован.